# North Church (Aberdeen)

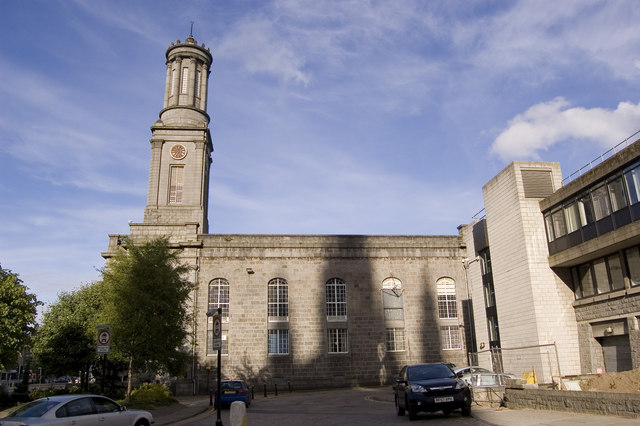
North Church

Die North Church, auch North Parish Church, ist ein ehemaliges Kirchengebäude in der schottischen Stadt Aberdeen, das heute das Aberdeen Arts Centre beheimatet. 1967 wurde das Bauwerk in die schottischen Denkmallisten in der höchsten Denkmalkategorie A aufgenommen.

## Geschichte
1794 wurden Planungen zum Anschluss der mittelalterlichen, unbefestigten Straßen Aberdeens an das Umland angestoßen. Es wurden zwei weite Ausfallstraßen geplant, von denen die King Street (heute Teil der A956) die nördlichen Vororte anschließen sollte. Thomas Fletcher entwarf eine klassizistisch ausgestaltete Prachtstraße, die heute den südlichen Bereich der King Street umfasst. Mit den ersten Arbeiten wurde 1805 begonnen. Für die North Church wurde eine prominente Position an der Kreuzung der King Street mit der North Street (Abschluss der heutigen A96) eingeplant.
Die presbyterianische Church of Scotland ließ die North Church ab 1829 als Filialkirche der Kirk of St Nicholas errichten. Der Bau folgte einem Entwurf des Stadtarchitekten John Smith und wurde 1830 abgeschlossen. Im Folgejahr eröffnete die Kirche. Im Laufe des 20. Jahrhunderts wurde die North Church geschlossen. Sie wurde umgebaut und 1963 als Kulturzentrum „Aberdeen Arts Centre“ eröffnet.

## Beschreibung
Wie üblich im historischen Aberdeen ist das Mauerwerk der North Church aus grauen Granitquadern aufgemauert. Aus der Nordfassade des klassizistisch ausgestalteten Gebäudes tritt ein tetrastyler, ionischer Portikus heraus. Eingelassen sind drei zweiflüglige Holzportale. Der sich oberhalb des Portikus fortsetzende quadratische Uhrenturm ist mit korinthischen Eckpilastern ausgestaltet. Der Turm schließt mit einer runden Laterne. Deren Gestaltung mit korinthischer Kolonnade ist dem Lysikratesmonument in Athen entlehnt; ein beliebtes Motiv zeitgenössischer klassizistischer Bauten in Schottland, das beispielsweise am Robert Burns Monument in Alloway ebenfalls aufgegriffen wurde. Der Kirchenkörper ist mit hohen Rundbogenfenstern ausgeführt, die entlang der Ostfassade (King Street) durch kolossale dorische Pilaster gegliedert sind.